# James Jones (Politiker, 1772)

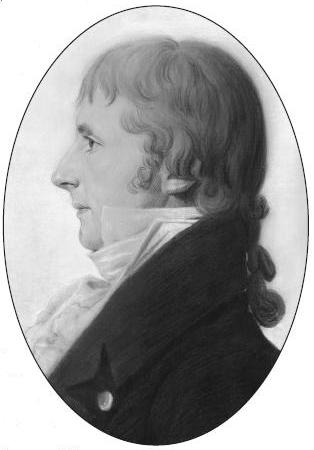
James Jones

James Jones (* 11. Dezember 1772 im Nottoway County, Kolonie Virginia; † 25. April 1848 ebenda) war ein US-amerikanischer Politiker. Zwischen 1819 und 1823 vertrat er den Bundesstaat Virginia im US-Repräsentantenhaus.

## Werdegang
James Jones besuchte bis 1791 das Hampden-Sydney College und danach das Jefferson Medical College in Philadelphia. Nach einem anschließenden Medizinstudium an der University of Edinburgh in Schottland und seiner Zulassung als Arzt begann er ab 1796 in seiner Heimat in diesem Beruf zu arbeiten. Dort wurde er außerdem in der Landwirtschaft tätig. Gleichzeitig schlug er als Mitglied der Demokratisch-Republikanischen Partei eine politische Laufbahn ein. Von 1804 bis 1809 saß Jones im Abgeordnetenhaus von Virginia. Danach war er bis 1812 Mitglied des Privy Council. Während des Britisch-Amerikanischen Krieges von 1812 war er für die militärischen Krankenhäuser und die medizinische Versorgung zuständig. Im Jahr 1818 gehörte er nochmals dem Staatsparlament an.
Bei den Kongresswahlen des Jahres 1818 wurde Jones im 19. Wahlbezirk von Virginia in das US-Repräsentantenhaus in Washington, D.C. gewählt, wo er am 4. März 1819 die Nachfolge von John Pegram antrat. Nach einer Wiederwahl konnte er bis zum 3. März 1823 zwei Legislaturperioden im Kongress absolvieren. In den Jahren 1827 bis 1829 war Jones noch einmal Mitglied des Abgeordnetenhauses von Virginia. Ansonsten betätigte er sich in der Landwirtschaft. Er starb am 25. April 1848 auf seinem Anwesen Mountain Hall im Nottoway County, wo er auch beigesetzt wurde.